# Aspidopterys cavaleriei
Aspidopterys cavaleriei är en tvåhjärtbladig växtart som beskrevs av Leveille. Aspidopterys cavaleriei ingår i släktet Aspidopterys och familjen Malpighiaceae. Inga underarter finns listade i Catalogue of Life.